# Боніфей (Флорида)
Боніфей (англ. Bonifay) — місто (англ. city) в США, в окрузі Голмс штату Флорида. Населення — 2759 осіб (2020).

## Географія
Боніфей розташований за координатами 30°46′52″ пн. ш. 85°41′20″ зх. д. / 30.78111° пн. ш. 85.68889° зх. д. (30.781241, -85.688986).  За даними Бюро перепису населення США в 2010 році місто мало площу 10,74 км², з яких 10,55 км² — суходіл та 0,19 км² — водойми.

## Демографія
Згідно з переписом 2010 року, у місті мешкали 2793 особи в 1090 домогосподарствах у складі 659 родин. Густота населення становила 260 осіб/км².  Було 1267 помешкань (118/км²).
Расовий склад населення:
| - 84,8 % — білих - 10,0 % — чорних або афроамериканців - 0,9 % — корінних американців - 0,9 % — азіатів - 0,1 % — вихідців з тихоокеанських островів |

До двох чи більше рас належало 2,7 %. Частка іспаномовних становила 2,4 % від усіх жителів.
За віковим діапазоном населення розподілялося таким чином: 25,1 % — особи молодші 18 років, 54,6 % — особи у віці 18—64 років, 20,3 % — особи у віці 65 років та старші. Медіана віку мешканця становила 40,8 року. На 100 осіб жіночої статі у місті припадало 84,7 чоловіків;  на 100 жінок у віці від 18 років та старших — 77,4 чоловіків також старших 18 років.
Середній дохід на одне домашнє господарство  становив 42 332 долари США (медіана — 25 060), а середній дохід на одну сім'ю — 49 674 долари (медіана — 37 407). Медіана доходів становила 41 458 доларів для чоловіків та 35 054 долари для жінок. За межею бідності перебувало 28,8 % осіб, у тому числі 26,5 % дітей у віці до 18 років та 14,8 % осіб у віці 65 років та старших.
Цивільне працевлаштоване населення становило 771 особа. Основні галузі зайнятості: освіта, охорона здоров'я та соціальна допомога — 26,3 %, мистецтво, розваги та відпочинок — 22,8 %, роздрібна торгівля — 13,5 %, публічна адміністрація — 9,9 %.